# Cordia lasseri
Cordia lasseri là loài thực vật có hoa trong họ Mồ hôi. Loài này được G.Agostini ex Gaviria mô tả khoa học đầu tiên năm 1987.